# Moteur-fusée alimenté par pressurisation des réservoirs

Schéma d'un moteur-fusée alimenté par pressurisation des réservoirs.

La pressurisation des réservoirs est une configuration moteur-fusée à ergols liquides dans laquelle un gaz inerte, généralement de l'hélium ou de l'azote, maintient une pression importante dans les réservoirs à ergols pour alimenter la chambre de combustion. La pression dans les réservoirs doit dépasser celle dans la chambre de combustion, ce qui impose que les réservoirs aient des parois suffisamment épaisses, et donc lourdes, pour résister à cette pression.
Il s'agit de la plus simple des configurations de moteurs-fusées à ergols liquides, ne nécessitant pas de turbopompes. Elle permet d'obtenir des moteurs particulièrement fiables, mais à la poussée modeste et au rendement faible.

## Utilisation

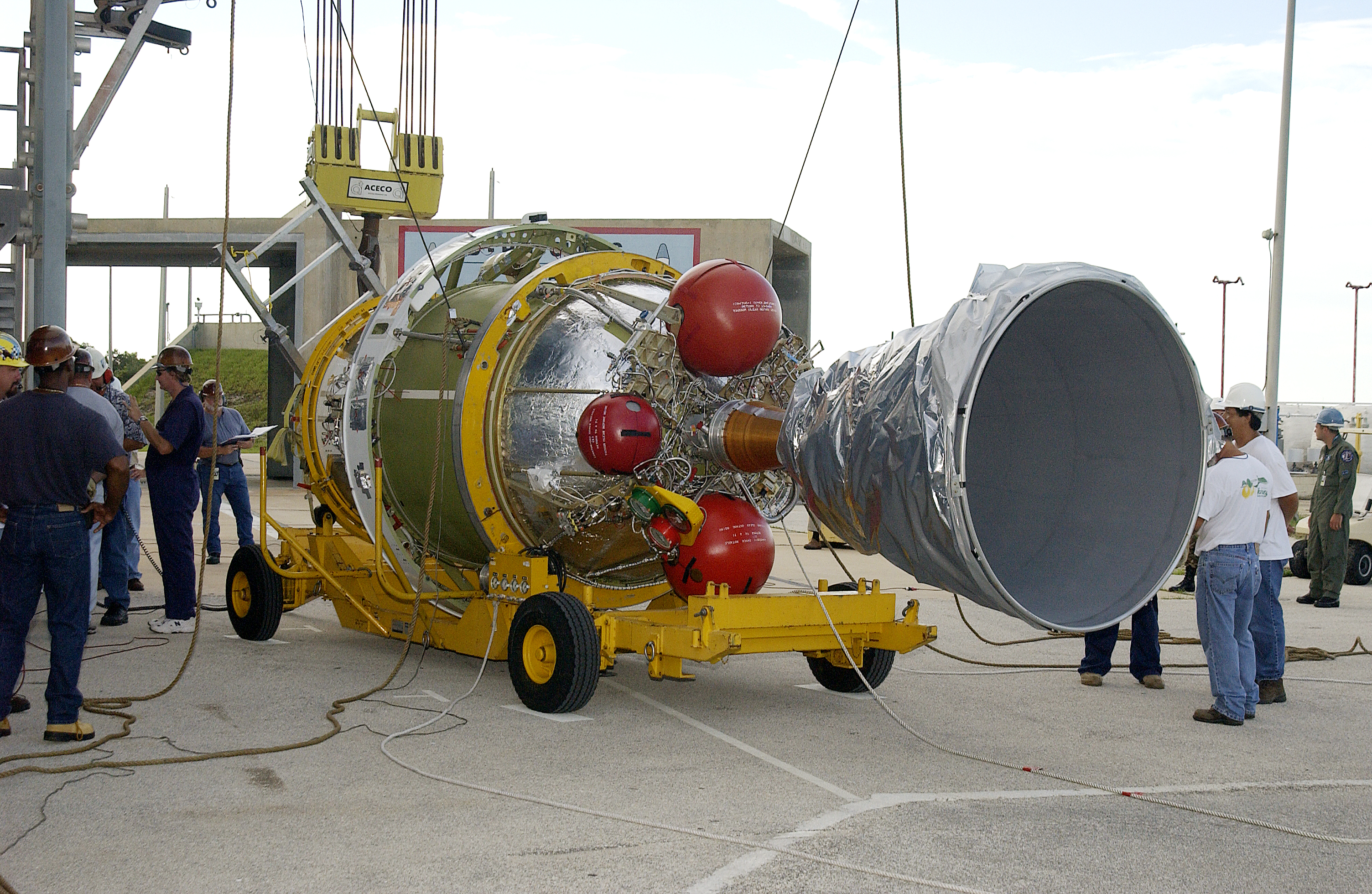
AJ10-118K sur le deuxième étage d'une Delta II.

Les systèmes de contrôle d'attitude et les propulseurs pour les manœuvres orbitales utilisent quasi exclusivement des moteurs alimentés par pressurisation des réservoirs. On peut citer le AJ-10-190 brûlant le couple peroxyde d'azote / Aérozine 50 et équipant les deux OMS (Orbital Maneuvering System) de la navette spatiale américaine.
Certains lanceurs disposent également d'un étage supérieur utilisant de tels moteurs, comme le AJ-10-118K propulsant le second étage Delta-K (en) du lanceur Delta II, le Kestrel conçu par SpaceX pour équiper le second étage de son lanceur léger Falcon 1, désormais retiré, ou encore le moteur ukrainien RD-843 propulsant l'étage supérieur AVUM du lanceur européen Vega.
| Moteur    | Pays       | Constructeur | Utilisation                 | Ergols             | Poussée (dans le vide) | Isp (dans le vide) | Masse    | Premier vol |       |
| --------- | ---------- | ------------ | --------------------------- | ------------------ | ---------------------- | ------------------ | -------- | ----------- | ----- |
| Aestus    | Europe     | DASA         | Ariane 5 (G, G+, GS, ES)    | N2O4 / MMH         | 30 kN                  | 324 s              | 111 kg   | 1997        | [ 6 ] |
| AJ-10-190 | États-Unis | Aerojet      | Navette spatiale américaine | N2O4 / Aérozine 50 | 26,7 kN                | 313 s              | 138 kg   | 1981        | [ 7 ] |
| Astris    | Europe     | ERNO, MBB    | Europa                      | N2O4 / Aérozine 50 | 23,3 kN                | 310 s              | 68 kg    | 1968        | [ 8 ] |
| Kestrel   | États-Unis | SpaceX       | Falcon 1                    | RP-1 / LOX         | 31 kN                  | 317 s              | 52 kg    | 2006        | [ 4 ] |
| RD-843    | Ukraine    | Ioujmach     | Vega, Vega C                | N2O4 / UDMH        | 2,45 kN                | 315,5 s            | 15,93 kg | 2012        | [ 5 ] |